# The Flame in the Flood
The Flame in the Flood é um jogo eletrônico de sobrevivência roguelike desenvolvido pela The Melasses Flood e publicado pela CD Projekt. O jogo foi lançado para as plataformas Microsoft Windows, OS X e Xbox One. Uma versão para PlayStation 4 foi lançada em 17 de janeiro de 2017.

## Jogabilidade
O personagem do jogador é uma jovem garota chamada Scout. Seu único companheiro é um cão chamado Aesop, capaz de sentir ameaças e buscar suprimentos. Scout utiliza uma jangada para percorrer um grande rio, resultado de uma inundação apocalíptica que transformou a terra em uma série de ilhas. O jogador deve prestar atenção às necessidades de Scout, como sua energia, sede, fome e calor; não cuidar destas necessidades pode resultar em morte. Da mesma forma que outros jogos do gênero roguelike, a morte é permanente, embora o jogador possa reiniciar seu progresso em pontos de controle predeterminados ao longo do rio. Existe um sistema de construção que permite ao jogador criar novos itens. 
Os jogadores também precisam recuperar áreas para obterem itens valiosos. Fatores como o clima afetam a jogabilidade. Os jogadores também são capazes de criar roupas isoladas para protegê-las do frio. Um dos desenvolvedores referiu-se a ele como um "jogo de sobrevivência itinerante".

## Enredo
O jogador deve tentar sobreviver a uma viagem através de um rio que cruza as remansas de uma abandonada América pós-apocalíptica.

## Desenvolvimento
O jogo foi desenvolvido por uma equipe de pessoas que trabalharam anteriormente nos títulos BioShock, Halo 2 e Rock Band. O projeto possuia uma campanha de financiamento coletivo bem sucedida, arrecadando o total de US$ 251.647 para a meta de US$ 150.000. Chuck Ragan compôs a trilha sonora. Originalmente, o jogo estava disponível em beta para seus patrocinadores no Kickstarter, e foi lançado na Steam em 24 de setembro de 2015 como um jogo de acesso antecipado.

## Recepção
The Flame in the Flood foi recebido com críticas "mistas e médias", de acordo com o agregador de avaliações de jogos eletrônicos Metacritic.
Ben Davis, do Destructoid, avaliou o jogo com 7.5 de 10 dizendo: "Mesmo com suas falhas, The Flame in the Flood continua sendo um jogo de sobrevivência atraente e desafiador".
Mark Steighner da Hardcore Gamer deu ao jogo 4 de 5 declarando que "The Flame in the Flood oferece uma variação genuinamente nova na matéria de jogo de sobrevivência, ajustado, focado e confiante em sua execução".
A IGN avaliou o jogo com 7.3 de 10, dizendo "Brutal e lindo, The Flame in the Flood é um tipo único de jogo de sobrevivência, com algumas falhas cruciais".

O GameSpot concedeu uma pontuação de 8.0 em 10, dizendo: "Apesar do incômodo sistema de menus, é um jogo absorvente que permite experimentar uma jornada no presente e apreciar plenamente os pontos turísticos, sons e as alegrias de flutuar por um rio em seu mundo sedutor.